# Duke University
Duke University är ett amerikanskt universitet i Durham i North Carolina. Det grundades 1838 som Brown's Schoolhouse, men bytte senare namn till Duke University.
Det anses vara ett av de bästa universiteten i USA. Det rankades 2018 som det 17:e främsta lärosätet i världen ( av Times Higher Education ) och har kring 16 000 studenter.